# 身心障礙者徵兵
身心障礙者徵兵是指實施徵兵制的國家對身體或精神障礙者進行徵兵。

## 原因
- 無一例外地強制服兵役的制度和文化
- 因兵力不足而放寬兵役資格標準
- 徵兵檢查中未發現障礙或輕度障礙及輕微障礙時符合兵役資格標準時
- 上述3個複合的時

## 主要對象
- 視力障礙
- 听力减退
- 发展障碍
  - 智能障礙
  - 自闭症谱系
  - 注意力不足過動症
  - 學習障礙
- 遺傳性疾病, 染色体畸变

## 案例
該事例是與殘疾人徵兵相關的事例,如果包括媒體不爲人知的例子,則更多。
- 台灣的事例 (請添加案例。)
- 美國的事例中,存在越南戰爭時期的十萬人計劃導致低智力者被徵兵的事例。
- 日本的事例:第二次世界大戰時期，日本徵兵了480多名智力殘疾人。[1]
- 韓國的事例
  - 2014年漣川韓軍虐兵案(一等兵尹某事件)的加害者被關押在教導所後,虐待了同僚在押犯,受到虐待的在押犯中有智力殘疾人。[2]
  - 2012年在慶尚北道漆谷發生的無差別殺人事件的加害者是智障人士。 該加害者在1999年有智力障礙的情況下成爲徵兵對象入伍後逃兵。 因此，他在軍事監獄服刑8個月後退伍。[3]

## 影響
徵兵殘疾人不僅侵害了殘疾人的人權,還會導致部隊的戰鬥力下降。作爲明顯的例子，可以發生以下情況。
- 行動不便者:行軍等無法配合部隊人員的行動
- 視力障礙:無法射擊、駕駛等
- 听力减退:傳達命令、警戒執勤的困難性
- 发展障碍（智力障礙者, 自闭症谱系障礙者等）:分不清敵我或用槍指着我，突然喊出我軍位置

## 解決方法
- 裁軍（裁減兵力）
- 降低兵役合格判定率和徵兵率
- 廢除徵兵制度，轉換爲志願制度
- 在裁軍、廢除徵兵制度都困難的情況下，改善徵兵制度和服務環境